# Uitwijkroute
Een uitwijkroute is een vooraf gedefinieerde omleidingsroute die het wegverkeer kan volgen wanneer er een incident heeft plaatsgevonden op een autosnelweg.

## Nederland

### Introductie
Op 15 mei 2006 werd in Nederland een nieuw type omleidingsbord in Flevoland, het zogenaamde U-bord (Uitwijk-bord), gepresenteerd.

### Nummering en bebording
De uitwijkroutes worden (per regio) genummerd van 10 t/m 99. Per uitwijkroute worden twee nummers toegepast, voor elke richting een. In principe worden voor de uitwijkroute in stroomafwaartse richting even nummers gehanteerd en in stroomopwaartse richting (in de richting van de linker hoofdrijbaan), oneven nummers.
De borden zijn uitgevoerd als bovenstaand tweecijferig 'U-nummer' in combinatie met verschillende pijlvormen in wit opschrift op een blauwe achtergrond. Er wordt gebruikgemaakt van de borden uit de serie BW101. Er zijn 3 type borden: de beslissingswegwijzers, de voorwegwijzers (bij nadering kruispunten) en de 'einde'-borden. De borden worden indien mogelijk bovenop bestaande wegwijzers geplaatst.

## Duitsland
In Duitsland worden al decennialang omleidingsroutes aangegeven, speciaal bedoeld om te volgen wanneer er een ongeval heeft plaatsgevonden op de autosnelweg.

Duitsland wijst verkeer op de snelweg al op alternatieven, Nederland doet dat pas aan het einde van de afrit.